# Microtegeus papillosus
Microtegeus papillosus är en kvalsterart som beskrevs av Sandór Mahunka 1984. Microtegeus papillosus ingår i släktet Microtegeus och familjen Microtegeidae. Inga underarter finns listade i Catalogue of Life.